# Rue Marcel-Renault
La rue Marcel-Renault est une voie du 17e arrondissement de Paris, en France.

## Situation et accès
La rue Marcel-Renault est une voie publique située dans le 17e arrondissement de Paris. Elle débute au 5, rue Villebois-Mareuil et se termine au 10-14, rue Pierre-Demours.

## Origine du nom
Elle porte le nom du constructeur d'automobiles français Marcel Renault (1872-1903), tué dans la course Paris-Madrid en 1903.

## Historique
Cette voie est ouverte sous sa dénomination actuelle en 1905 puis est classée dans la voirie parisienne par décret du 26 janvier 1911.

## Bâtiments historiques et lieux de mémoire
- No 6 : une plaque commémorative rend hommage à la journaliste Mapie de Toulouse-Lautrec, qui y vécut de 1949 à 1972.

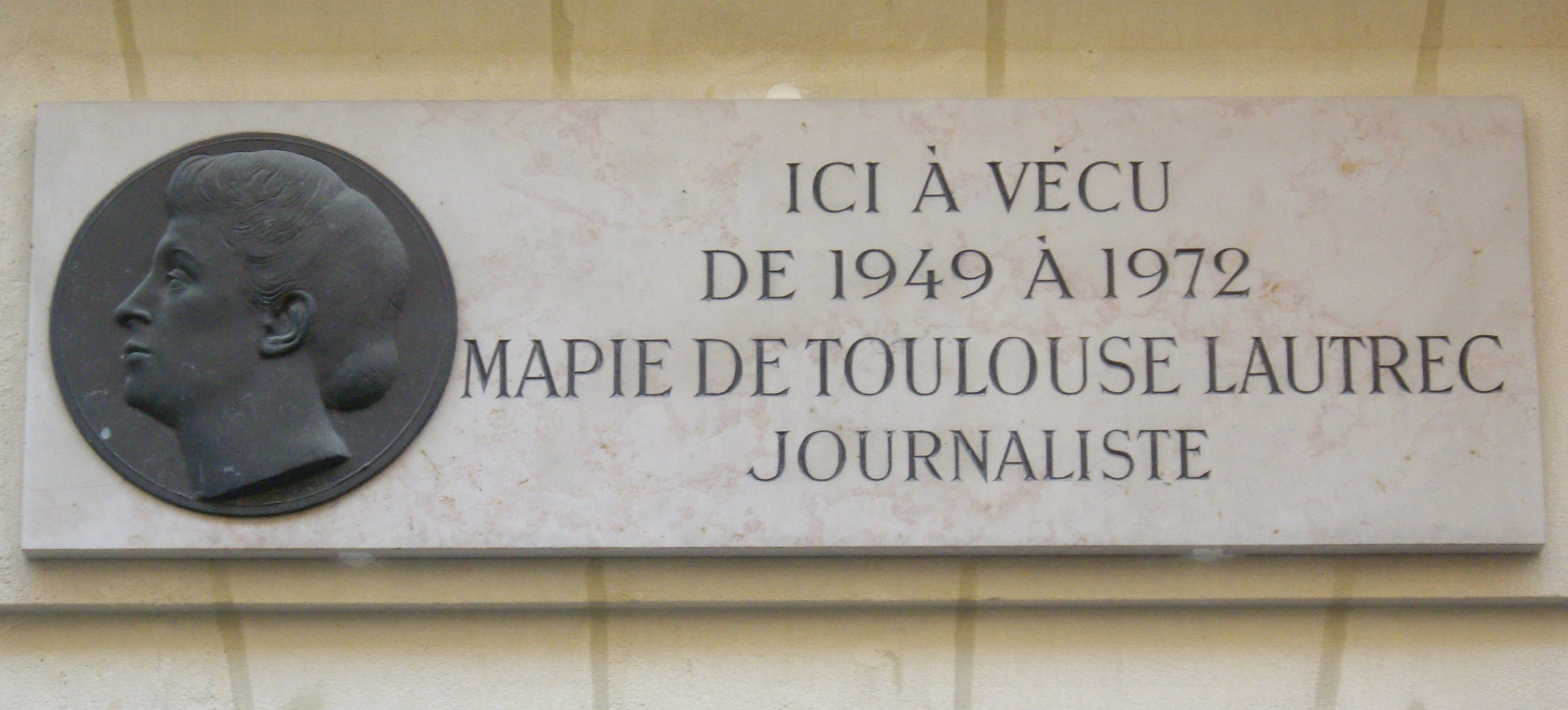
Plaque.